# Штанс
Штанс (нім. Stans) — місто  в Швейцарії в кантоні Нідвальден. Адміністративний центр кантону.

## Географія
Місто розташоване на відстані близько 70 км на схід від Берна.
Штанс має площу 11,1 км², з яких на 20,9% дозволяється будівництво (житлове та будівництво доріг), 40,1% використовуються в сільськогосподарських цілях, 36,7% зайнято лісами, 2,3% не є продуктивними (річки, льодовики або гори).

## Демографія
2019 року в місті мешкало 8254 особи (+3,7% порівняно з 2010 роком), іноземців було 14,5%. Густота населення становила 745 осіб/км².
За віковим діапазоном населення розподілялося таким чином: 18,2% — особи молодші 20 років, 61,4% — особи у віці 20—64 років, 20,4% — особи у віці 65 років та старші. Було 3595 помешкань (у середньому 2,2 особи в помешканні).
Із загальної кількості 10 176 працюючих 88 було зайнятих в первинному секторі, 3471 — в обробній промисловості, 6617 — в галузі послуг.

## Економіка
Серед іншого, у Штансі базується найбільший швейцарський авіавиробник Pilatus Aircraft (приблизно 1000 працівників). Менше 30% робочих місць зайняті місцевими жителями. 

## Персоналії
- Йозеф Марія Габріель Цельгер (1867–1934) — швейцарський місіонер в Танзанії;
- Арнольд Одерматт (1925-2021) — швейцарський політик та фотограф;
- Петер фон Матт (1937-) — швейцарський германіст та письменник;
- Joseph Odermatt (Petrus III.) — швейцарський священник, Папа Палмаріансько-католицької церкви;
- Урс Одерматт (1955-) — швейцарський режисер;
- Маркус Фогель (1984-) — швейцарський лижник;
- Zoël Amberg (1992-) — швейцарський автогонщик Формула-2.

## Галерея

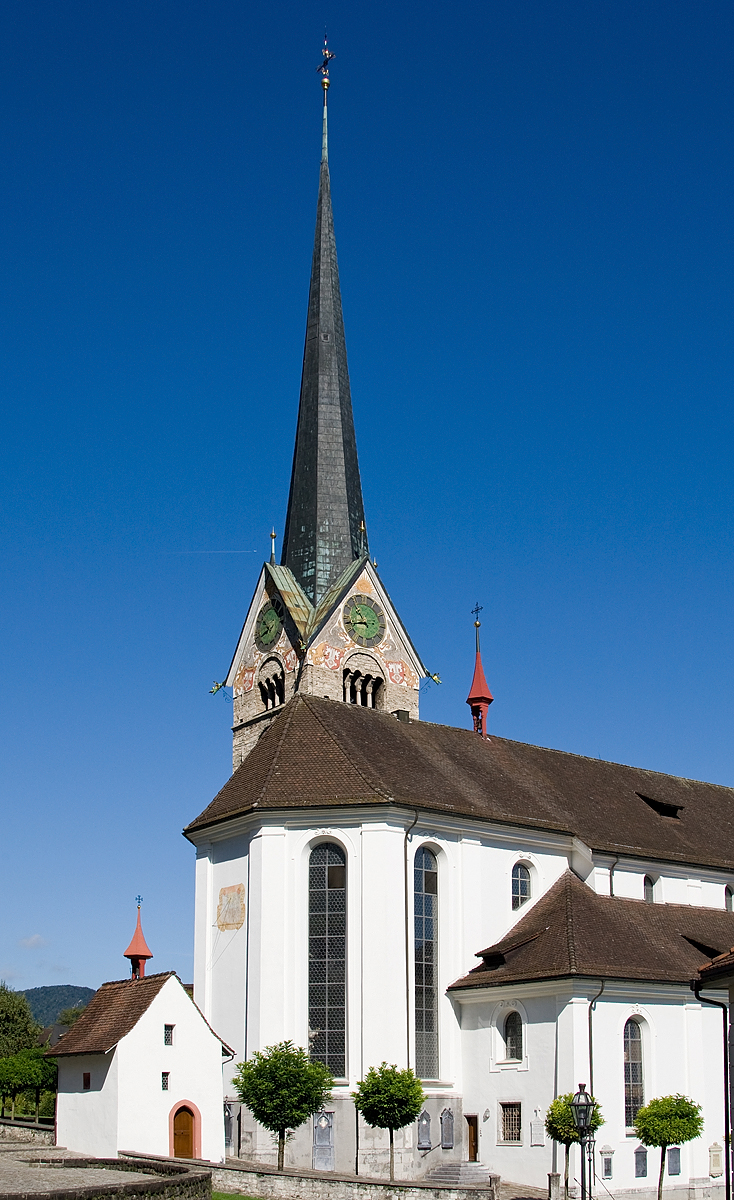
Парафіяльний костел Св. Петра і Павла
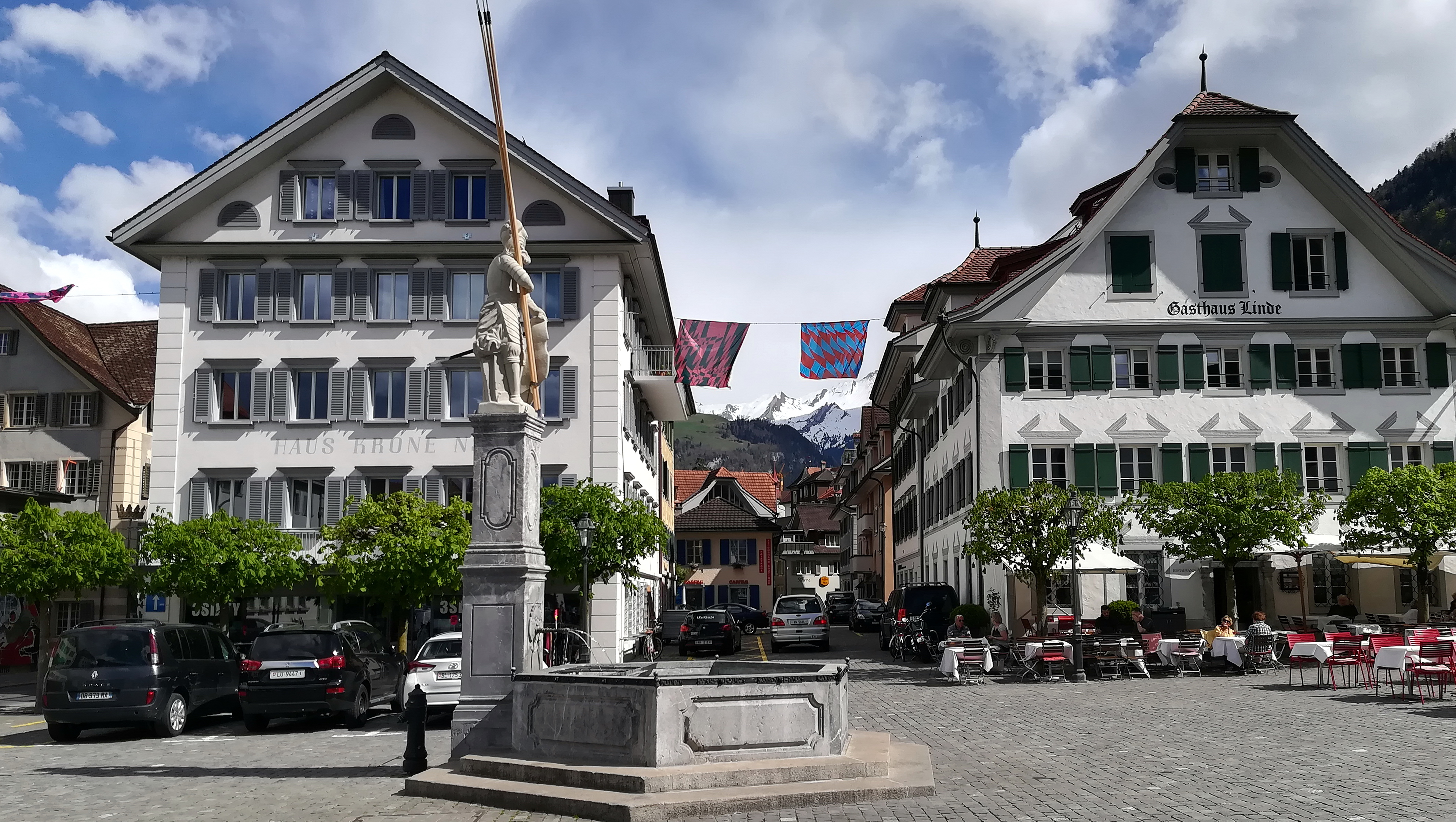
Центральна площа з фонтаном
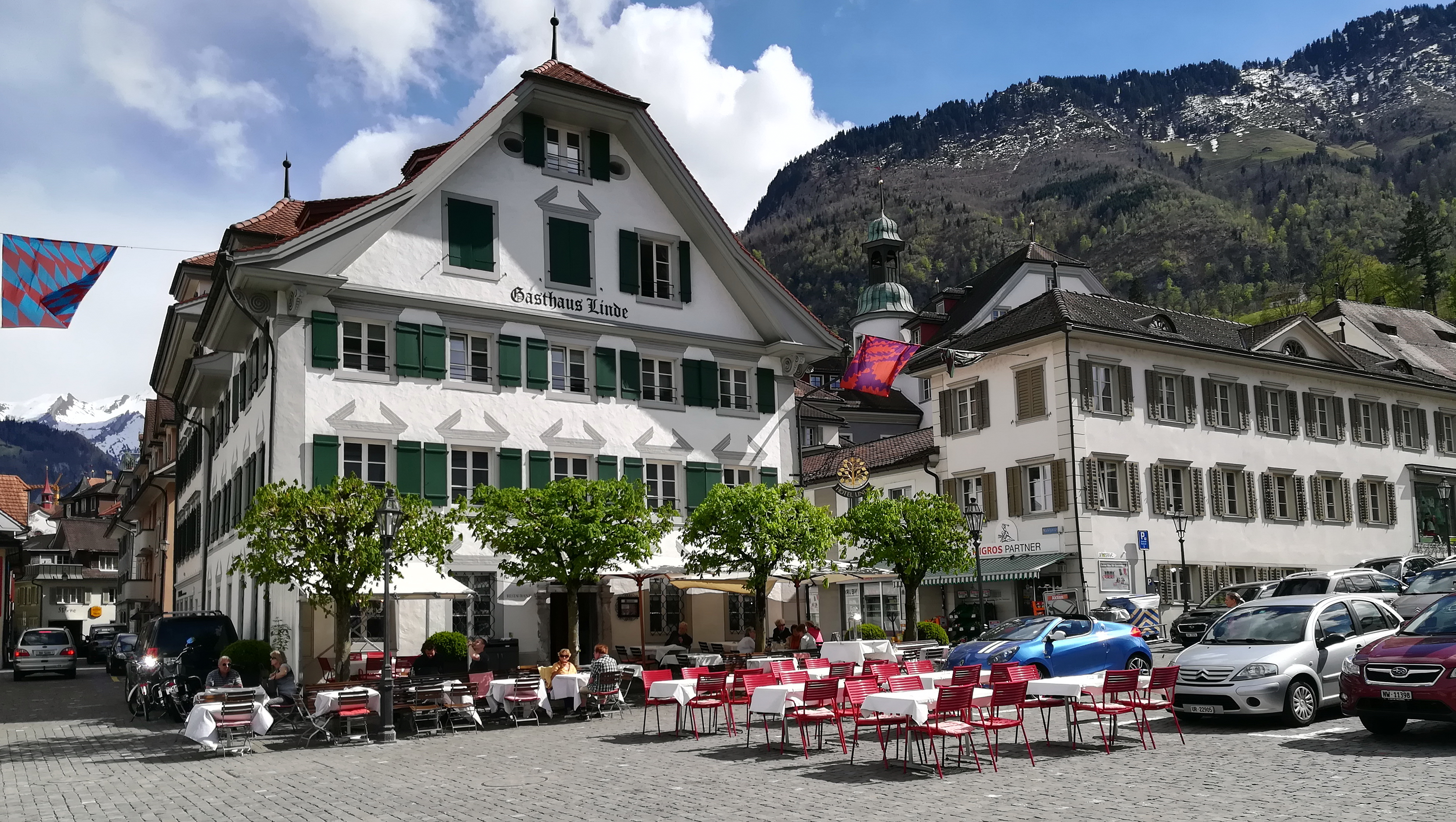
Центральна площа
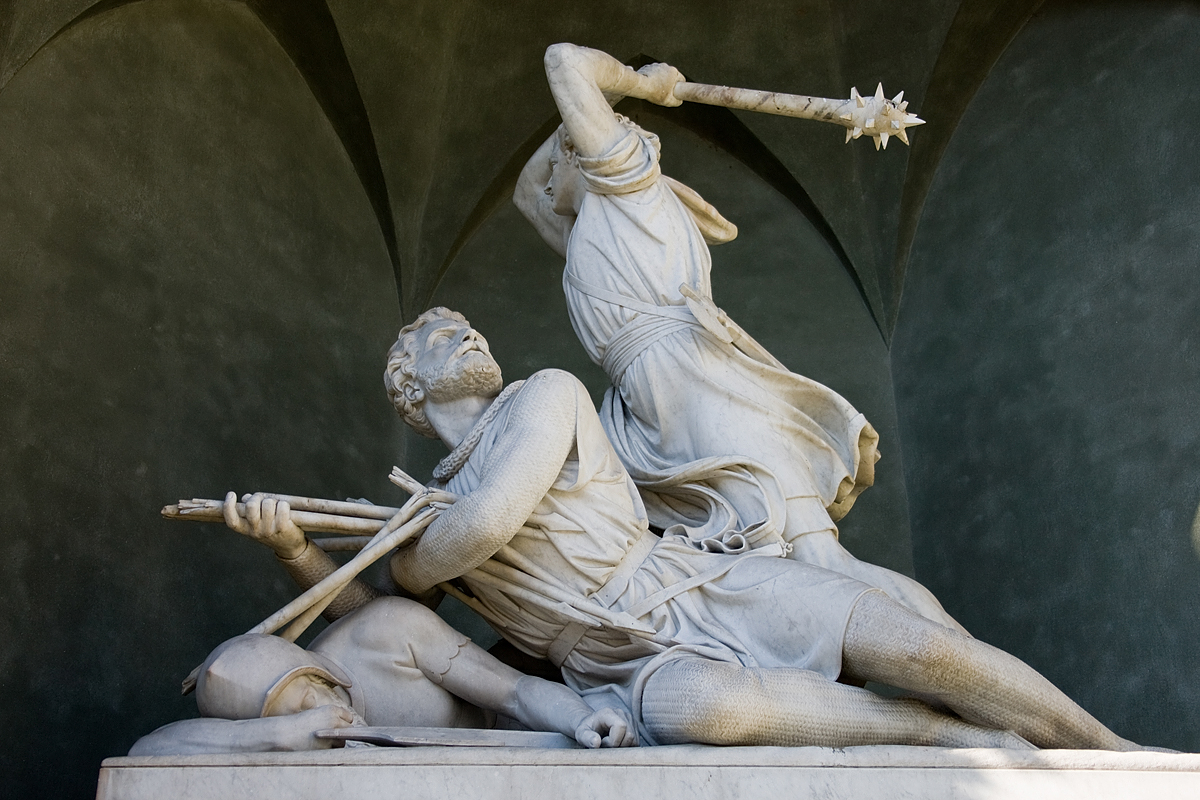
Пам'ятник Вінкельріду 1865 року
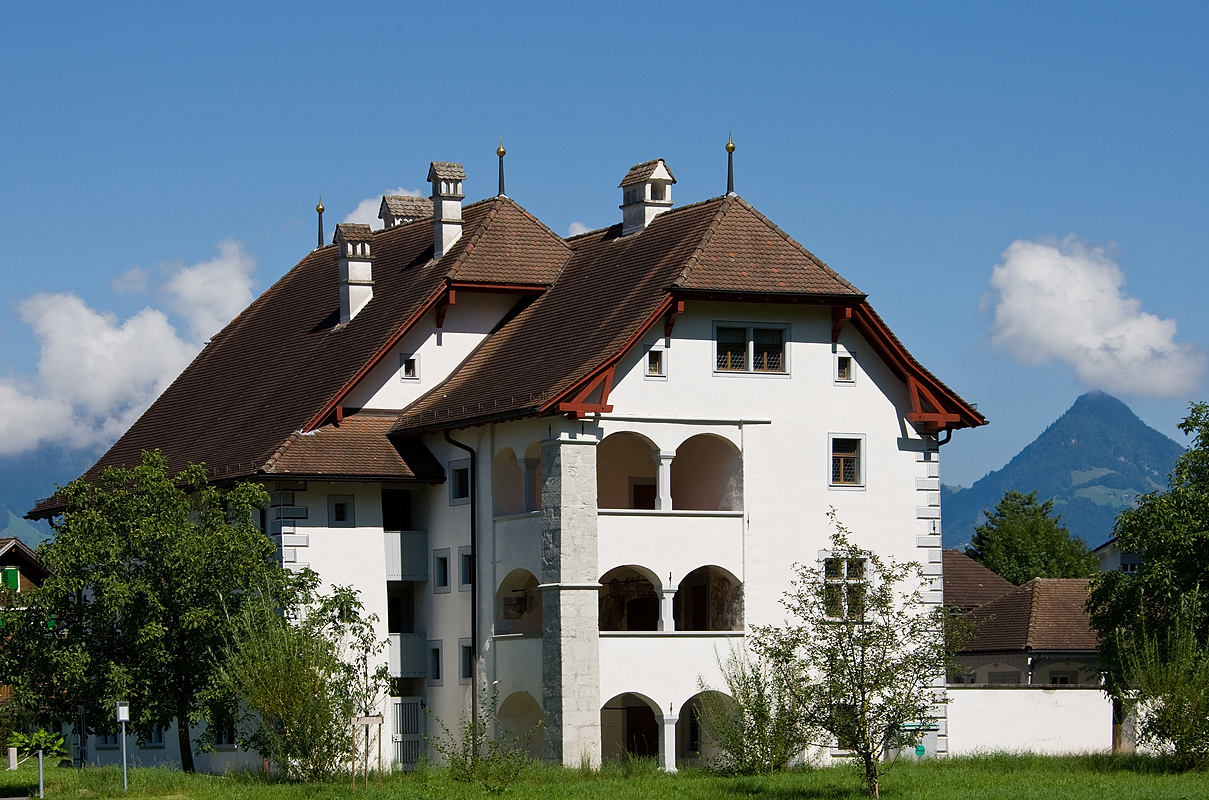
Winkelriedhaus (15 століття), який колись належав Мельхіору Луссі, а тепер Музей культури та розуму
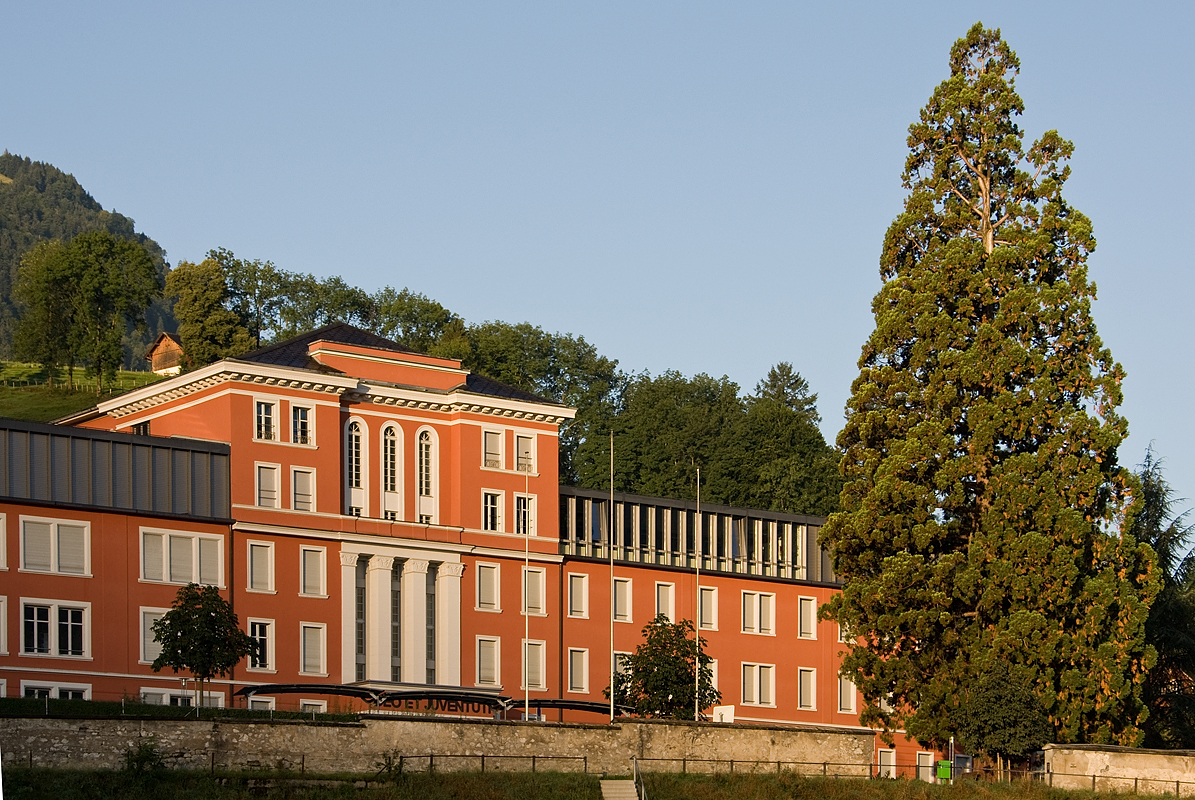
Коледж Св. Фіделіса (1883)
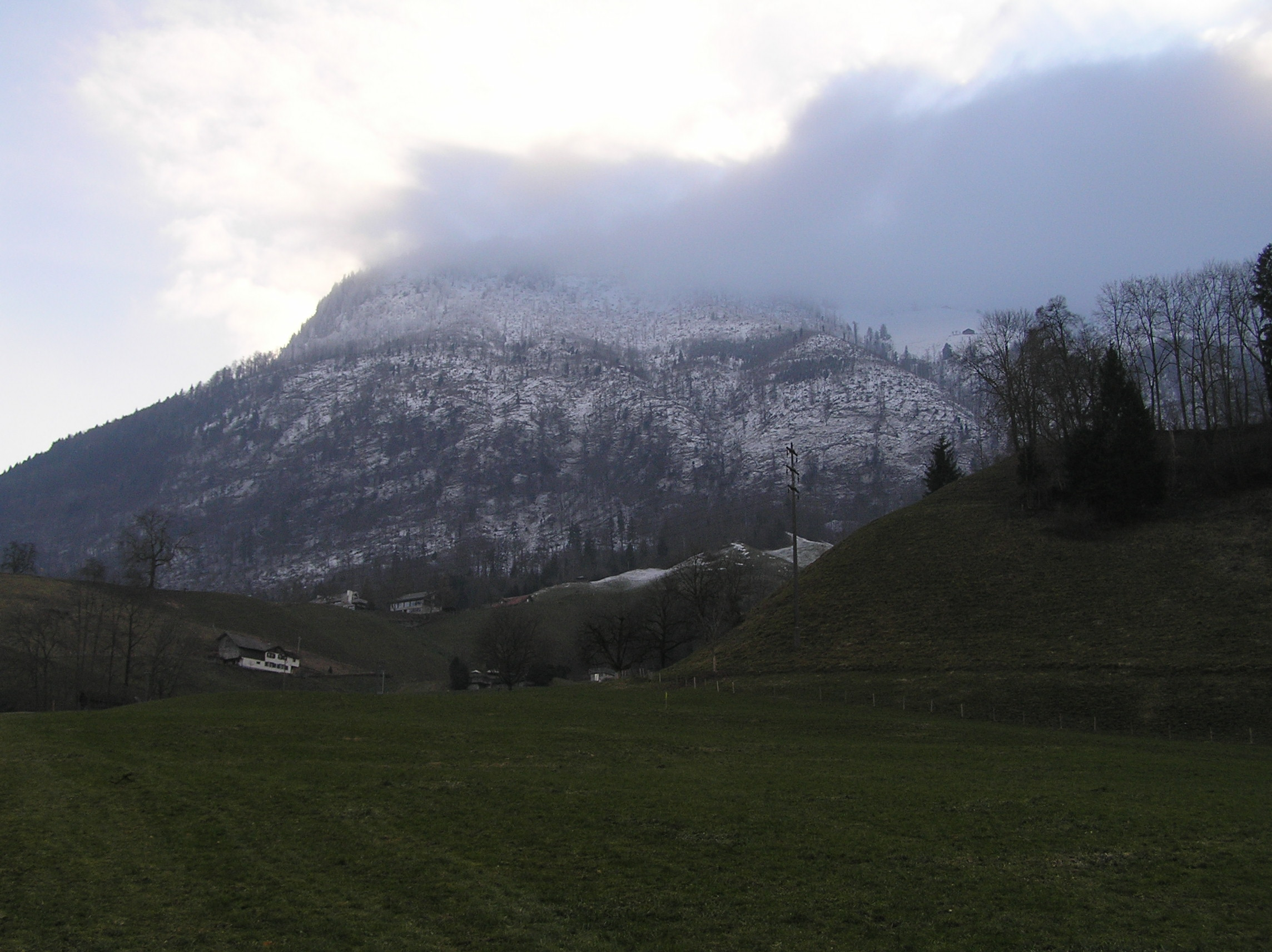
Штанзерхорн у тумані
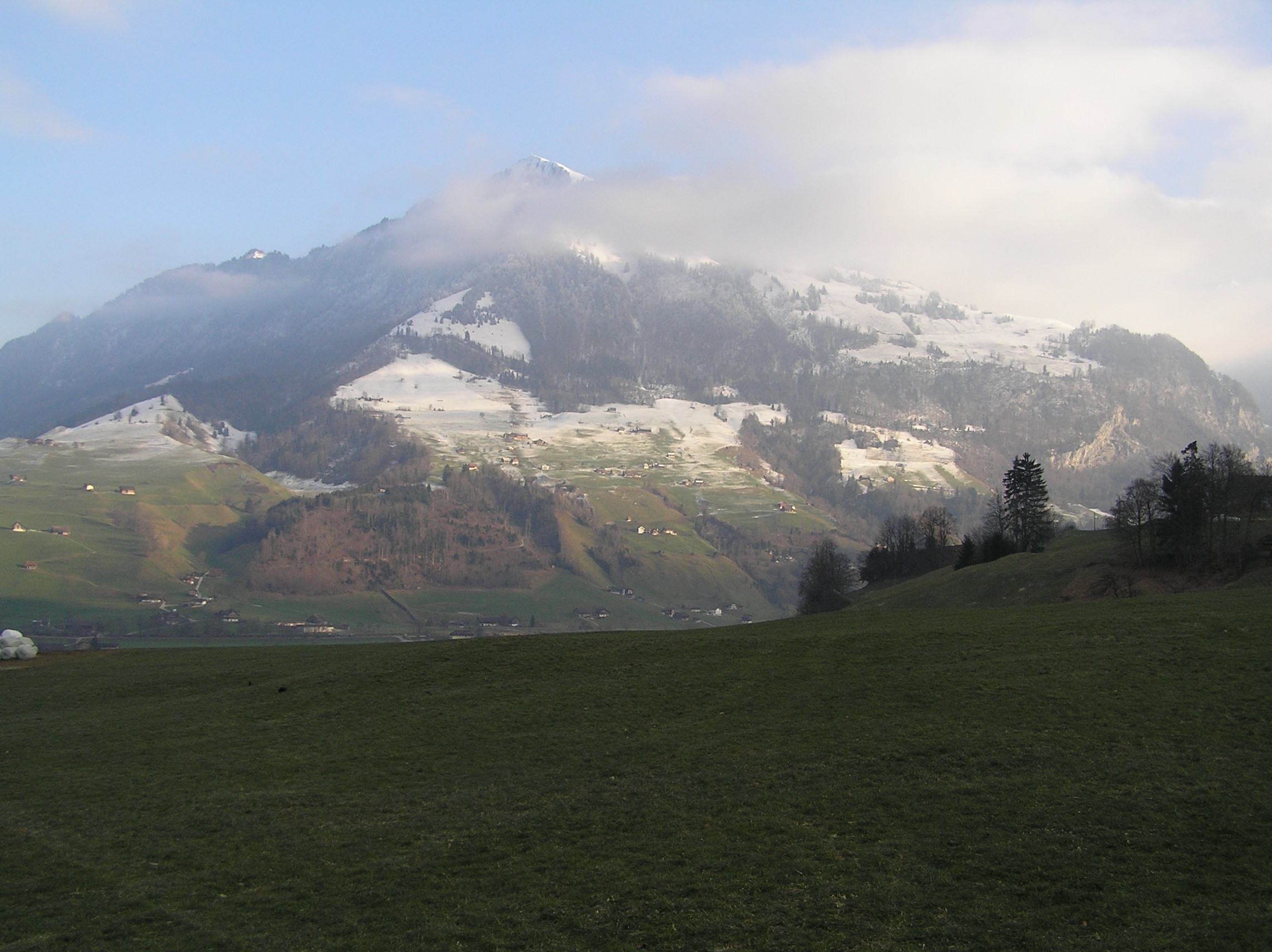
Буохсергорн
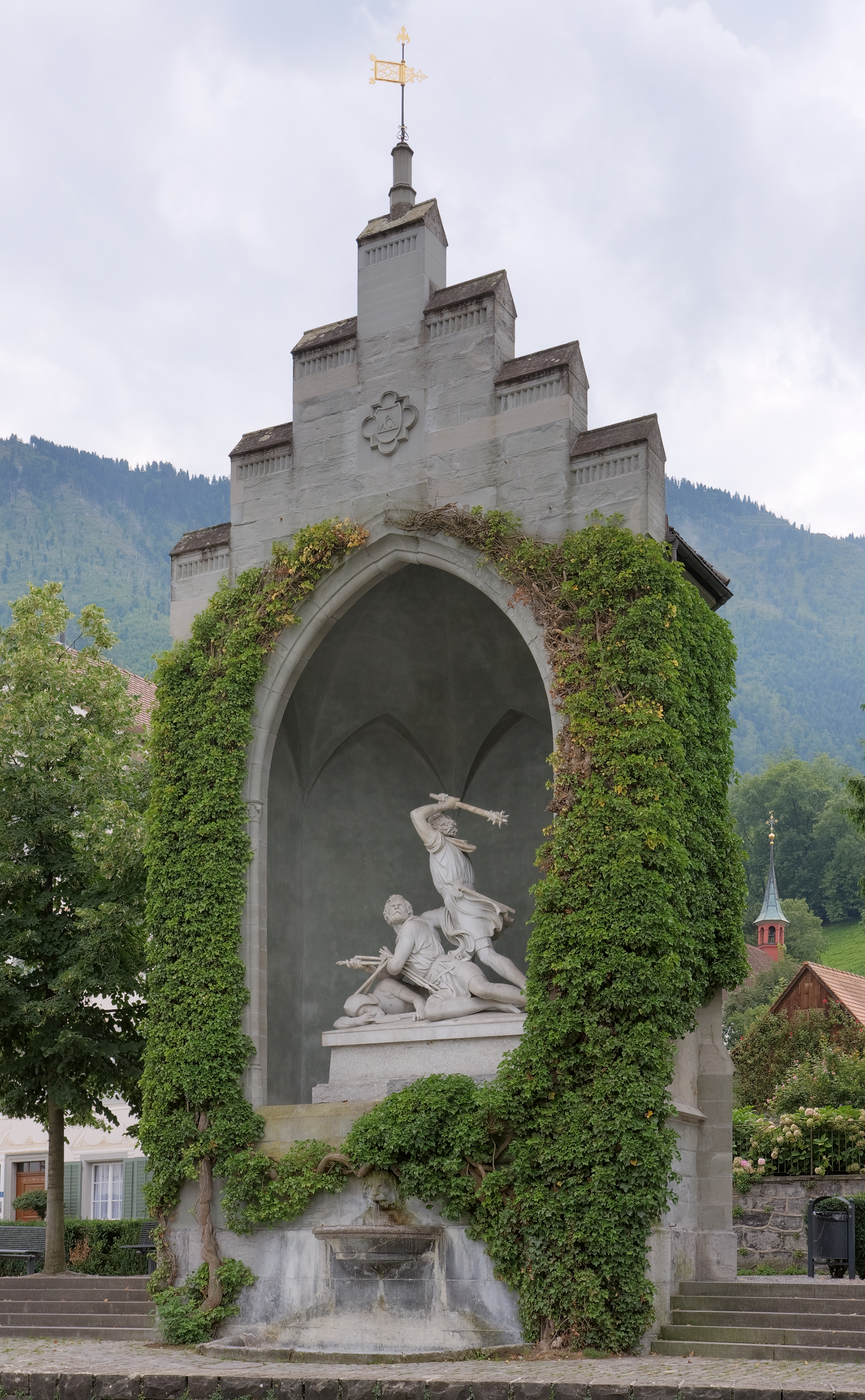
Пам'ятник Вінкельріду роботи Шльота і Штадлера
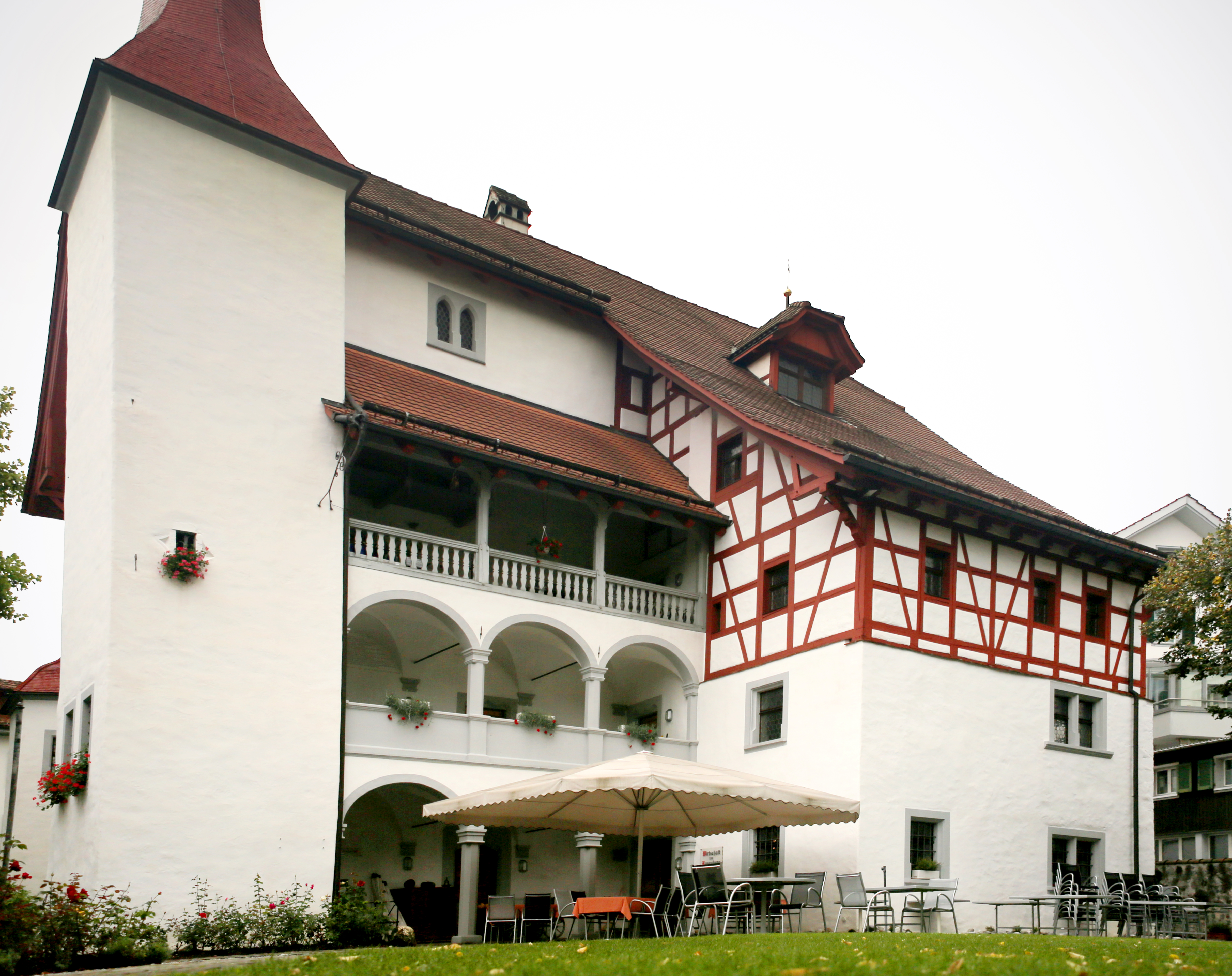
Höfli